# 圣雷米 (索恩-卢瓦尔省)
圣雷米（法語：Saint-Rémy，法語發音：[sɛ̃ ʁemi] ⓘ）是法国索恩-卢瓦尔省的一个市镇，属于索恩河畔沙隆区。

## 地理
圣雷米（46°45'48"N, 4°50'15"E）面积10.38 平方千米，位于法国勃艮第-弗朗什-孔泰大區索恩-卢瓦尔省，该省份为法国中部省份，北起顺时针与科多尔省、汝拉省、安省、罗讷省、卢瓦尔省、阿列省和涅夫勒省接壤。
与圣雷米接壤的市镇（或旧市镇、城区）包括：索恩河畔沙隆、拉沙尔梅、沙特努瓦-勒鲁瓦亚勒、日夫里、吕镇。

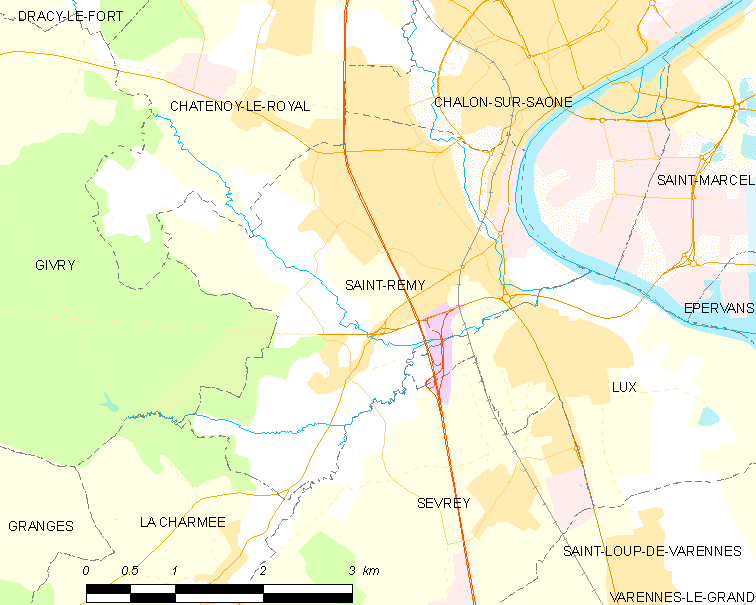
的OSM定位图

圣雷米的时区为UTC+01:00、UTC+02:00（夏令时）。

## 行政
圣雷米的邮政编码为71100，INSEE市镇编码为71475。

## 政治
圣雷米所属的省级选区为圣雷米县。

## 人口

1962-2008年间人口变化图示

圣雷米于2022年1月1日时的人口数量为6476人。